# Münnerstadt
Münnerstadt er en by i Landkreis Landkreis Bad Kissingen i Regierungsbezirk Unterfranken i den tyske delstat Bayern.

## Geografi
Münnerstadt ligger i den nordlige del af Bayern, omgivet af Schindberg og Michelsberg mod vest, mod syd af Karlsberg, og i øst ligger Zent. Mod nord åbner den brede dal til floden Lauer.

### Nabokommuner
- Burglauer
- Strahlungen
- Bad Bocklet
- Nüdlingen
- Poppenlauer-Maßbach
- Thundorf
- Großbardorf

### Bydele, landsbyer og bebyggelser
- Althausen (Münnerstadt)
- Brünn (Unterfranken)
- Burghausen (Unterfranken)
- Fridritt
- Kleinwenkheim
- Großwenkheim
- Maria-Bildhausen Kloster Bildhausen
- Reichenbach (Unterfranken)
- Seubrigshausen
- Wermerichshausen
- Windheim (Unterfranken)